# Inge Blau
Inge Blau (* 1951) ist eine deutsche Schauspielerin.

## Leben
Ihre Ausbildung erhielt sie an der Universität der Künste Berlin. Engagements hatte sie u. a. am Forum-Theater und am Grips-Theater. Seit den 1970er-Jahren war sie auch in vielen Fernsehfilmen- und spielen zu sehen, darunter Zwei Tore hat der Hof und die skurrile Kinderserie Hals über Kopf. In der Serie Stadtklinik war sie mehrmals zu sehen.
2013 stand Inge Blau in der neuen Staffel der ZDF-Serie Die Garmisch-Cops in der Rolle der Rosemarie Fels unter Regie von Walter Bannert vor der Kamera.

## Filmografie
- 1971: Das stille Schiff
- 1977: Karawane der Wörter
- 1981: Tatort – Beweisaufnahme
- 1984: Schwarzer Bube
- 1990: Das einfache Glück
- 1995: Stadtklinik
- 2001: Wolffs Revier: Rollenspiele
- 2005: Asyl
- 2012: A White Bright Light